# Eretmocerus aleurolobi
Eretmocerus aleurolobi är en stekelart som beskrevs av Ishii 1938. Eretmocerus aleurolobi ingår i släktet Eretmocerus och familjen växtlussteklar. Inga underarter finns listade i Catalogue of Life.